# Nguyễn Danh Phương
Nguyễn Danh Phương (阮名芳, 1690-1751), hay còn gọi Quận Hẻo, là thủ lĩnh một cuộc khởi nghĩa nông dân Đàng Ngoài lớn vào giữa thế kỷ 18.

## Xuất thân
Nguyễn Danh Phương là người làng Tiên Sơn, huyện Yên Lạc, trấn Sơn Tây – nay thuộc Phố Tiên, Phường Hội Hợp, thành phố Vĩnh Yên, tỉnh Vĩnh Phúc, Việt Nam.
Ông vốn xuất thân từ nhà nho. Ban đầu, ông dự định theo nghiệp văn, nhưng tình hình xã hội Đàng Ngoài từ khi Trịnh Giang lên knắm quyền, kế vị Trịnh Cương (1729) thì có nhiều biến động tiêu cực. Trịnh Giang không lo việc triều chính, chỉ lo hưởng lạc, tăng cường bóc lột dân chúng; vì thế nhiều người bất bình với chính quyền họ Trịnh. Nguyễn Danh Phương bỏ dở nghiệp văn chương theo nghiệp võ.

## Tổ chức khởi nghĩa
Năm 1739, nghe tin Đô Tế và thủ lĩnh Bồng khởi nghĩa ở Sơn Tây, ông bèn đến xin đầu quân. Nguyễn Danh Phương được mọi người gọi là Quận Hẻo. Đầu năm 1740, Trịnh Doanh được triều thần phò lập ngôi chúa, thay Trịnh Giang đang bị bệnh kinh quý. Tháng 2 năm 1740, chúa Trịnh Doanh sai Võ Tá Lý làm Chinh tây đại tướng quân đi dẹp. Hai bên đụng nhau ở An Lạc (nay thuộc Trung Giã, Sóc Sơn, Hà Nội). Đô Tế và Bồng đánh không lại với Tá Lý, bị bắt và bị giết.
Nguyễn Danh Phương tập hợp tàn quân của Đô Tế, rút về cố thủ ở núi Tam Đảo, xây dựng lực lượng để tính kế lâu dài.
Để tránh sự truy sát của triều đình, Quận Hẻo sai người ra xin hàng. Lúc đó Trịnh Doanh phải đối phó với những cuộc khởi nghĩa mạnh của Nguyễn Hữu Cầu và Hoàng Công Chất nên chấp thuận cho quận Hẻo hàng.
Tận dụng vùng núi hiểm trở, nhất là ngọn Độc Sơn Tôn, quận Hẻo ra sức xây đồn lũy để phòng thủ và chiêu thêm quân. Năm 1744, lực lượng dưới quyền ông có 1 vạn người. Ông mang quân đi đánh ra xung quanh. Thanh thế quân quận Hẻo lan sang vùng Tuyên Quang, Hưng Hóa.
Tháng 11 năm 1744, Nguyễn Danh Phương mang quân đánh lên Việt Trì, tiến sang Bạch Hạc. Sau đó ông dùng kế nghi binh, đánh lừa đạo quân triều đình do Văn Đình Ức chỉ huy và tiến sang đánh chiếm Thanh Lãnh (huyện Bình Xuyên, Vĩnh Phúc).
Tháng 9 năm 1748, quận Hẻo bắt đầu xây dựng hệ thống đồn trại kiên cố ở núi Ngọc Bội, gồm có Đại đồn là trung tâm, bên ngoài có đồn Hương Canh là Trung đồn và Ức Kỳ là ngoại đồn. Ngoài ra, ông còn cho xây nhiều đồn nhỏ xung quanh gọi là chi đồn. Hệ thống đồn của quận Hẻo trải rộng một vùng thuộc các huyện Tam Đái, Lâm Thao, Đà Dương thuộc trấn Sơn Tây và một số huyện thuộc trấn Thái Nguyên, Tuyên Quang. Ông tự xưng là Thuận thiên khải vận đại nhân, đặt hệ thống quan tước, ban hành chế độ thu thuế trong vùng mình quản lý.
Tháng 2 năm 1750, chúa Trịnh điều quân đánh vào Thanh Lãnh, bắt được hai người em ông là Nguyễn Văn Bị và Nguyễn Văn Quảng. Được tin, quận Hẻo mang quân đến giải vây, uy hiếp khiến quân Trịnh phải thả hai người em ông.

## Thất bại
Trước sự lớn mạnh của Nguyễn Danh Phương, Trịnh Doanh buộc phải tập trung lực lượng tiến đánh. Chúa Trịnh đích thân cầm quân, có các tướng tài như Hoàng Ngũ Phúc làm giám quân, Nguyễn Nghiễm làm tá lý, Đoàn Chú là Hiệp đồng, chia quân làm 4 đạo tiến đánh. Sau nhiều đợt tấn công không kết quả, Trịnh Doanh phải lui quân.
Đầu năm 1751, Trịnh Doanh lại thân chinh đi đánh Quận Hẻo. Để tạo bất ngờ, chúa Trịnh sai quân đánh lên vùng Kinh Bắc, vòng qua Thái Nguyên và từ đó đánh ập xuống ngoại đồn Úc Kỳ. Bị đánh bất ngờ trong đêm tối, quân khởi nghĩa tại Úc Kỳ không chống đỡ được và bị tiêu diệt.
Trịnh Doanh thúc quân đánh vào trung đồn Hương Canh. Dù đã phòng thủ trước, quân khởi nghĩa không chống lại nổi đại quân triều đình. Đồn Hương Canh bị hạ.
Quận Hẻo thu thập tàn quân về giữ đại đồn Ngọc Bội. Quân Trịnh tấn công phá vỡ đồn Ngọc Bội. Nguyễn Danh Phương dẫn quân phá vây chạy trốn, đến Tinh Luyện thuộc huyện Lập Thạch thì ông bị quân Trịnh mai phục bắt được.
Khi Trịnh Doanh giải quận Hẻo về thì giữa đường gặp tướng Phạm Đình Trọng cũng vừa bắt được quận He Nguyễn Hữu Cầu. Trịnh Doanh mở tiệc khao quân, Quận Hẻo bị sai hầu rượu. Sau đó cả hai thủ lĩnh khởi nghĩa bị giải về kinh và bị xử tử vào cùng năm 1751.